# Джайпур (аеропорт)
Міжнародний аеропорт Джайпур (IATA: JAI, ICAO: VIJP)         — міжнародний аеропорт, що обслуговує Джайпур, столицю штату Раджастан. Він розташований у південному передмісті Санганер, який розташований 13 км (8,1 миля) з Джайпуру. Це 13-й за завантаженістю аеропорт в Індії за щоденними регулярними рейсами.
Статус міжнародного аеропорту надано 29 грудня 2005 року. Перон аеропорту може прийняти 14 літаків, а нова інтегрована будівля терміналу може прийняти до 1000 пасажирів у години пік.

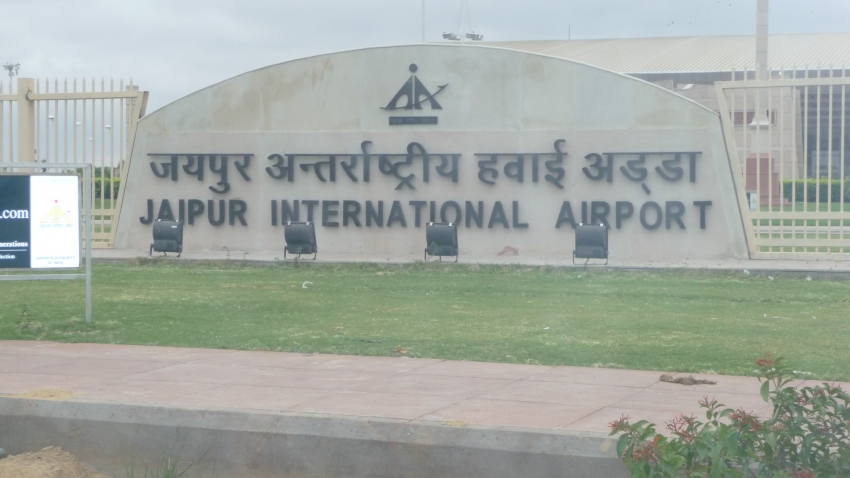
Табличка з назвою аеропорту

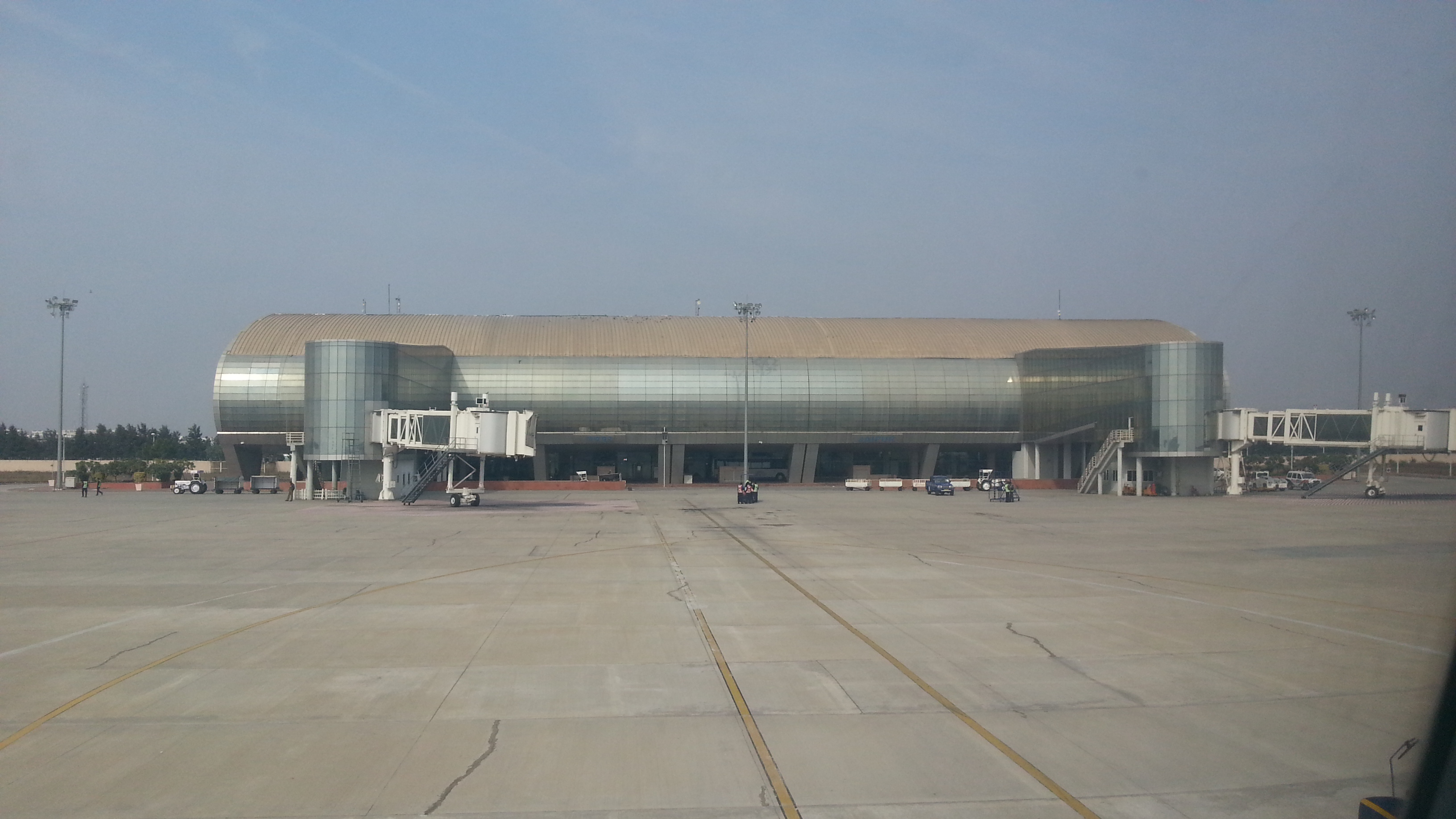
Вид на термінал 2 міжнародного аеропорту Джайпура з перону

## Злітно-посадкова смуга
| Номер злітно-посадкової смуги | Довжина              | Ширина         | Вогні наближення/ ILS |
| ----------------------------- | -------------------- | -------------- | --------------------- |
| 26.08                         | 3 407 м (11 178 фут) | 45 м (148 фут) | CAT III-B / CAT III-B |

## Термінали

### Термінал 2
Нова будівля внутрішнього терміналу в аеропорту була урочисто відкрита 1 липня 2009 року. Новий термінал має площу 22 950 квадратних метрів (247 000 фут2) з такими зручностями, як система центрального опалення, центральне кондиціонування повітря, вбудована рентгенівська система огляду багажу, інтегрована з конвеєрною системою відправлення, похилі каруселі для отримання багажу прибуття, ескалатори, система оповіщення, система відображення інформації про рейси, відеоспостереження для спостереження, стійки реєстрації в аеропорту з термінальним обладнанням загального користування (CUTE), автостоянка тощо. Будівля внутрішнього терміналу має пропускну спроможність 500 пасажирів у годину пік і 400 000 пасажирів на рік. Вхідні ворота зроблені з пісковика та каменю Dholpur разом із раджастанськими картинами на стінах. вівівіві
іввіві
віві
ів
вів
вів. Термінал 2 займає площу двадцять три тисячі квадратних метрів і має 14 стійок реєстрації в аеропорту, шість стійок імміграційної служби, чотири стійки митної служби та чотири стійки безпеки, які можуть легко прийняти пасажирський потік в аеропорту та забезпечити їм безпроблемну роботу.

### Термінал 1
паааппа
ап
па
паап
па
папапапа. аааввававава
ва
авава
ва
ав
вааав. ававвава
ав
ав
ав
ав
ав
авав. мссммсммсм
мс
см
м
мсмсмсмммсі.  ввваваав
ав
ав
ав
ав
ав
ав
ав.

### Авіаційний вантажний комплекс

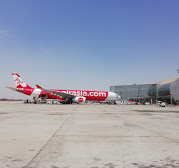
AirAsia X A330 в міжнародному аеропорту Джайпура

аввававааав
ав
вавав
авва. мссспапап
паа
паапапаппппа

### Модернізація та розширення терміналів
ававава
ва
авав
ваава
ваав
авав мсммсмс
см
мсмсмсмсмсмс
мсмссм.
папаиим
па
папа
ап

## Авіакомпанії та напрямки
| Авіакомпанія      | Пункт призначення |
| ----------------- | --- |
| Air Arabia        | Sharjah |
| AirAsia           | Kuala Lumpur–International |
| Air India         | Mumbai |
| Air India Express | Ayodhya, Bengaluru, Bhubaneswar (begins 3 January 2025), Chennai, Delhi, Dubai–International, Guwahati, Hyderabad, Kolkata, Mumbai, Pune                                                                                        |
| Alliance Air      | Kullu, Delhi[джерело?] |
| Etihad Airways    | Abu Dhabi |
| IndiGo            | Agra,[джерело?] Ahmedabad, Bareilly, Bengaluru, Bhopal, Chandigarh, Chennai, Dehradun, Delhi, Dharamshala, Goa–Mopa, Hyderabad, Indore, Jaisalmer, Jodhpur, Kolkata, Lucknow, Mumbai, Pantnagar, Pune, Surat,[джерело?] Udaipur |
| SalamAir          | Muscat[джерело?] |
| SpiceJet          | Ahmedabad, Amritsar (begins 1 March 2025), Delhi, Dubai–International, Mumbai, Pune, Varanasi Seasonal: Prayagraj (begins 12 January 2025)                                                                                      |
| Star Air          | Belgaum[джерело?] |
| Thai AirAsia      | Bangkok–Don Mueang[джерело?] |

## Статистика
Див. джерело запитів Вікіданих та джерела.

## Розширення
авававаав
ав
ав
ав
авав
ававававав

### Новий аеропорт
У 2016 році уряд Раджастану планував побудувати новий новий аеропорт для Джайпуру, щоб сприяти розвитку туризму та соціально-економічного розвитку шляхом збільшення прибуття іноземних громадян, збільшення зайнятості в сільській місцевості, зменшення тиску на існуючий аеропорт і зменшення залежності від аеропорту Делі, і вибрали ділянку неподалік від кільцевої дороги Джайпуру в Шівдаспурі, що розташована за 25 км (16 миля) від існуючого аеропорту. У 2017 році Управління розвитку Джайпуру (JDA) завершило пропозицію щодо придбання земельної ділянки площею близько 2100 гектарів. Проект нового аеропорту отримав принципове схвалення від уряду штату, і JDA зараз проводить дослідження оцінки соціального впливу, після чого розпочнеться обстеження для придбання землі, а будівництво розпочнеться після завершення придбання землі.

## Нагороди
Міжнародною радою аеропортів тричі поспіль у 2015, 2016 та 2018 роках оголошувався аеропорт найкращим у світі аеропортом у категорії від 2 до 5 мільйонів пасажирів на рік.

## Інциденти
- 18 лютого 1969 року Douglas DC-3 VT-CJH авіакомпанії Indian Airlines розбився під час зльоту під час виконання планового пасажирського рейсу. Літак був перевантажений, і зліт відбувався або за вітром, або з бічним вітром. Усі 30 осіб, які перебували на борту, вижили.[43]
- 5 січня 2014 року рейс AI-890 Airbus A320 VT-ESH авіакомпанії Air India з Імфала до Делі через Гувахаті було перенаправлено до аеропорту Джайпура через сильний туман у Делі. Під час посадки у літака лопнула задня шина, пошкодивши праве крило. Літак отримав значні пошкодження та списаний. Усі 173 пасажири та шість членів екіпажу вижили.[44][45]

## Зовнішні посилання
- Офіційний сайт
- Історія інцидентів аеропорту JAI на Aviation Safety Network